# デヴィッド・サンシャス
デヴィッド・サンシャス（David Sancious、1953年11月30日 - ）は、アメリカ合衆国のミュージシャン。キーボーディストとして有名だがギターも弾きこなす。ブルース・スプリングスティーン初期のバック・バンド、Eストリート・バンドに加入し、3作のアルバム制作に参加する。1974年に同バンドを脱退後、自分のグループであるトーン (Tone)を結成、数枚のアルバムを発表した。その後、著名なセッション・ミュージシャンやツアー・メンバーとして活躍し、スタンリー・クラーク、ナラダ・マイケル・ウォルデン、ズッケロ、ディディエ・ロックウッド、ジョン・アンダーソン、ピーター・ガブリエル、スティングらとの共演を数多くこなしている。

## 来歴
ニュージャージー州アズベリー・パーク生まれ。7歳からクラシック・ピアノを習い、11歳からは独学でギターを弾き始める。アズベリー・パークの音楽に初めて触れたときには、まだ10代だった。

## ブルース・スプリングスティーン & Eストリート・バンド
1960年代後半から1970年代初頭にかけて、同郷のブルース・スプリングスティーンや将来一緒にEストリート・バンド結成するサウスサイド・ジョニーやビル・チノックなども所属していた「Glory Road」、「Dr.Zoom & The Sonic Boom」、「The Bruce Springsteen Band」、「The Sundance Blues Band」など数多くのバンドで演奏した。　
1972年1月、バージニア州リッチモンドに移り住み、アルファ・スタジオでスタジオ・ミュージシャンとしての仕事を始めた。多くのセッションをこなしていた頃、そこでドラマーのアーネスト・カーターと出会う。同年6月にはスプリングスティーンのデビュー・アルバム『アズベリー・パークからの挨拶』にキーボード奏者として参加する。しかし、スプリングスティーンが後のEストリート・バンドとなるメンバーとライブ・ツアーを始めた時に、そこには加わらず1972年にはアルファ・スタジオに戻りアーネスト・カーターやガリー・タレントらとデモ用の曲をいくつか録音した(後にこれらのデモ曲は、音楽プロデューサー・作曲家のウェル・ファレルが権利を獲得し、1976年にデヴィッドらに断りなく発売した）。 
1973年6月からデヴィッドはEストリート・バンドの公演に定常的に加わり出した。彼は、モーツァルトやセロニアス・モンクの様なヨーロッパのクラシック的要素とジャズ的な部分をもイントロや間奏部分などに柔軟に取り入れ、バンド初期の音楽的性格に新たな様相を加えた。スプリングスティーンのセカンド・アルバム『青春の叫び』はデヴィッドの才能が如実に発揮された1枚である。彼の貢献した部分として、「Kitty's Back」のオルガン演奏部分や「New York City Serenade」のピアノ前奏などがあげられる。さらには、他の曲での弦楽器の編曲、「The E Street Shuffle」でのソプラノ・サクソフォーン演奏など八面六臂の活躍を見せている。
1974年2月、ドラマーのヴィニ・ロペスがバンドを脱退（クビになったとの説もあり）すると、友人のアーネスト・カーターを招き入れた。この2人は、スプリングスティーンの『明日なき暴走』録音に参加した。

## デヴィッド・サンシャス & トーン
1974年、デヴィッドとアーネストはEストリート・バンドを脱退し、ジェラルド・カーボーイ（ベース）と新たなバンド「トーン」を結成した。トーンは様々なアーチストと共演し、そこにはパティ・スキャルファ（後のスプリングスティーンの妻）、ゲイル・モラン（チック・コリアの妻）やサンタナのボーカリストのアレックス・リガートウッドらもいた。スプリングスティーンは彼のソロ活動を応援し、デモ・テープを音楽業界の有力者らに紹介するなどしてエピック・レコードとの契約まで導いた。
トーンのデビュー・アルバム『フォレスト・オヴ・フィーリングス』はビリー・コブハムをプロデューサーに招いて制作され、1975年に発売された。これは、以前スプリングスティーンとともに仕事をしていた時の音楽とは根本的に異なり、プログレッシブ・ロックやジャズの融合を探求したものだった。 
2作目の『トランスフォーメーション (ザ・スピード・オヴ・ラヴ)』が1976年に発売され、続いて3作目の『啓蒙時代の舞踏』の録音も行なわれていた。しかし、デヴィッドとレコード会社との間で新レーベル、アリスタ・レコードの権利に関わる問題が生じ、このアルバムはお蔵入りとなり、2004年になってやっと日の目を見る結果となってしまった。トーンは別録音の『トゥルー・ストーリーズ』を1978年に発表するが、その後すぐに解散してしまった。
トーン解散後、デヴィッドはソロ活動を行なうが、この時は2枚のアルバムを発売するにとどまった。1980年12月、WNEW-FMの企画で作曲・演奏したジョン・レノンを追悼する10分のピアノ曲も、当時彼の数少ないソロのひとつにあげられる。

## セッションそしてツアー・ミュージシャン
デヴィッドの才能はクラシック、ロック、ジャズ、ブルースからファンクまでジャンルを問わず発揮され、それが返ってソロ活動を阻害したのではとも言われている。その代わり、周りからの尊敬を集め、ピーター・ガブリエルなどは彼を「ミュージシャンの中のミュージシャン」と称す程である。お陰で彼は食い詰めたことが無い。ソロを志向しようとしていた頃でさえ彼の能力は引く手数多であり、1970年代には既にジャズやフュージョン界でそれなりの評価を得ていた。スタンリー・クラークの公演に呼ばれたり、ジョン・マクラフリンやビリー・コブハムのバンドでギターやキーボードを演奏するなど、仕事は引っ切り無しにあった。
1980年代初頭は、再びビリー・コブハムと組んでジャック・ブルース&フレンズの一員に加わったり、テレビ番組『The Old Grey Whistle Test』や『Rockpalast』のバンドに参加するなどの活動をしていた。1984年には、復帰するアレックス・リガートウッドと共にサンタナにも加入した。
1977年には、ナラダ・マイケル・ウォルデンのデビュー・アルバム制作にゲスト参加。これは、プロデューサーとソングライターが共同作業を執る最初の例の一つに挙げられる。1980年代、ウォルデンは録音セッションを、デヴィッドにランディ・ジャクソンとコッラード・ルスティーチも含めたチームで数多く行なった。このチームによる録音セッションを受けたミュージシャンには、アレサ・フランクリン、パティ・オースティン、Eストリート・バンド出身のクラレンス・クレモンズらがいて、制作は全てウォルデンが担当している。更に、ルスティーチ（イタリアのプログレ・ジャズ・バンド「ノヴァ」のメンバーだった）がイタリア人ミュージシャンをプロデュースするに辺り、ウォルデンやジャクソンと共に加わった。このセッション参加は、ズッケロの複数のアルバムにおいて有名である。
一方、1988年までデヴィッドはピーター・ガブリエルのツアー・メンバーに加わり、アムネスティ・インターナショナルの「ヒューマン・ライツ・ナウ!ツアー」にも出演した。それが縁で再びスプリングスティーンとEストリート・バンドを小規模ながら再結成をすることとなり、以後、スプリングスティーンのアルバム制作に何枚か加わっている。また、ツアー・メンバーとしてはスティングやユッスー・ンドゥールの公演にも参加、特にスティングとは2枚のアルバム制作にも加わった。他にも、リヴィング・カラー、シール、ブライアン・フェリー、ジュリア・フォーダム、ロビー・デュプリー、ナタリー・マーチャント、エリック・クラプトン、イエスのジョン・アンダーソン、ダリル・ホール&ジョン・オーツ、元マグマのヴァイオリニストとして知られるディディエ・ロックウッドといった多くのミュージシャンをサポートした実績を持っている。
2000年代に入ってから、久々のソロ・アルバムを2作リリースしている。

## ディスコグラフィ

### ブルース・スプリングスティーン & Eストリート・バンド
- 『アズベリー・パークからの挨拶』 - Greetings From Asbury Park, N.J. (1973年)
- 『青春の叫び』 - The Wild, The Innocent & The E-Street Shuffle (1973年)
- 『明日なき暴走』 - Born To Run (1975年)

### デヴィッド・サンシャス & トーン
- 『トランスフォーメーション (ザ・スピード・オヴ・ラヴ)』 - Transformation: Speed Of Love (1976年)
- 『トゥルー・ストーリーズ』 - True Stories (1978年)
- 『啓蒙時代の舞踏』 - Dance Of The Age Of Enlightenment (2004年) ※1977年録音

### ソロ
- 『フォレスト・オブ・フィーリングス』 - Forest Of Feelings (1975年)
- David Sancious (1976年)
- David Sancious – The Chelsea Demos (1977年) ※非公認のブートレグ
- 『ジャスト・アズ・アイ・ソート』 - Just as I Thought (1979年)
- The Bridge (1981年)
- 9 Piano Improvisations (2000年)
- Cinema (2005年)
- Live in The Now (2006年)
- Eyes Wide Open (2020年)

### 主なセッション参加アルバム
- スタンリー・クラーク : 『ジャーニー・トゥ・ラヴ』 - Journey To Love (1975年)
- スタンリー・クラーク : 『スクール・デイズ』 - Schooldays (1976年)
- スタンリー・クラーク : Live 1976–1977 (1976年)
- ジャック・ブルース&フレンズ : I've always wanted to do this (1980年)
- ジョン・アンダーソン : 『アニメーション』 - Animation (1982年)
- ディディエ・ロックウッド : The Kid (1983年)
- サンタナ : 『ビヨンド・アピアランス』 - Beyond Appearances (1985年)
- ズッケロ : Rispetto (1986年)
- ズッケロ : Blue's (1987年)
- ズッケロ&デヴィッド・サンシャス : Snack Bar Budapest (1988年) ※サウンドトラック
- スタンリー・クラーク : 『ハイダウェイ』 - Hideaway (1988年)
- ズッケロ : 『ズッケロ』 - Oro Incenso & Birra (1989年)
- ピーター・ガブリエル : 『パッション』 - Passion (1989年)
- ズッケロ : 『ウィズアウト・ア・ウーマン』 - Zucchero (1990年)
- ズッケロ : 『ライヴ・アット・ザ・クレムリン』 - Live At The Kremlin (1991年)
- スティング : 『ソウル・ケージ』 - The Soul Cages (1991年)
- ズッケロ : 『ミゼレーレ』 - Miserere (1992年)
- ピーター・ガブリエル : 『Us』 - Us (1992年)
- ブルース・スプリングスティーン : 『ヒューマン・タッチ』 - Human Touch (1992年)
- スティング : 『テン・サマナーズ・テイルズ』 - Ten Summoner's Tales (1993年)
- ズッケロ : Diamante (1994年)
- ズッケロ : 『ストレイ・キャット・イン・マッド・ドッグ・シティ』 - Spirto DiVino (1995年)
- ブルース・スプリングスティーン : 『グレイテスト・ヒッツ』 - Greatest Hits (1995年)
- マイケル・グレゴリー : High Up Where The Breezes Blow (1995年)
- ズッケロ : 『ザ・グレイティスト・ヒッツ』 - The Best Of Zucchero (1996年)
- スタンリー・クラーク : 『ベーシック・コレクション』 - The Bass-ic Collection (1997年)
- ブルース・スプリングスティーン : 『トラックス』 -Tracks (1998年)
- ブルース・スプリングスティーン : 『18トラックス〜ザ・ベスト・オブ・トラックス』 - 18 Tracks (1998年)
- ズッケロ : Shake (2001年)
- エリック・クラプトン : 『ワン・モア・カー・ワン・モア・ライダー - ベスト・ライヴ・スペシャル』 - One More Car, One More Rider (2002年)
- ピーター・ガブリエル : 『UP』 - Up (2002年)
- ピーター・ガブリエル : 『LONG WALK HOME』 - Long Walk Home (2002年)
- ブルース・スプリングスティーン : 『エッセンシャル・ブルース・スプリングスティーン』 - The Essential Bruce Springsteen (2003年)
- ピーター・ガブリエル : 『HIT』 - Hit (2003年)
- ズッケロ : 『Zu&Co - ズッケロ・ウィズ・フレンズ』 - Zucchero & Co (2004年)
- ロビー・デュプリー・ウィズ・デヴィッド・サンシャス : 『ロビー・デュプリー・ウィズ・デヴィッド・サンキシャス』 - Robbie Dupree with David Sancious (2004年)
- フランシス・ダナリー : The Gulley Flats Boys (2006年)
- ブルース・スプリングスティーン : 『ウエスタン・スターズ』 - Western Stars (2019年)
- ザ・プログ・コレクティヴ : Songs We Were Taught (2022年)
- ザ・プログ・コレクティヴ : Seeking Peace (2023年)

### 映画音楽
- 『スナックバー・ブダペスト』 - Snack Bar Budapest (1988年) ※ジャンカルロ・ジャンニーニ主演